# Abraham Wald
Ábrahám Wald (Kolozsvár, 31 ottobre 1902 – Travancore, 13 dicembre 1950) è stato un matematico e statistico ungherese naturalizzato statunitense.
Contribuì alla teoria delle decisioni, all'analisi sequenziale, alla geometria e all'econometria.

## Biografia
Non potendo frequentare la scuola il sabato in quanto ebreo, adempì all'obbligo scolastico studiando a casa. Grazie all'istruzione ricevuta, venne ammesso alle locali scuole superiori. Nel 1927 iniziò l'università a Vienna dove conseguì nel 1931 il Ph.D. in matematica. In seguito alle persecuzioni dei nazisti seguite all'annessione dell'Austria nel Terzo Reich del 1938, emigrò negli Stati Uniti d'America. Wald, il cui figlio è il fisico teorico Robert Wald, morì in un incidente aereo in India, paese nel quale si era recato per tenere dei seminari di statistica su invito del governo indiano.

## Pubblicazioni
- Abraham Wald, A New Formula for the Index of Cost of Living, in Econometrica, vol. 7, n. 4, Econometrica, Vol. 7, No. 4, 1939,  pp. 319-331, DOI:10.2307/1906982, JSTOR 1906982.
- Abraham Wald, Contributions to the Theory of Statistical Estimation and Testing Hypotheses, in Annals of Mathematical Statistics, vol. 10, n. 4, 1939,  pp. 299-326, DOI:10.1214/aoms/1177732144.
- Abraham Wald, The Fitting of Straight Lines if Both Variables Are Subject to Error, in Annals of Mathematical Statistics, vol. 11, n. 3, 1940,  pp. 284-300, DOI:10.1214/aoms/1177731868.
- Abraham Wald, Sequential Tests of Statistical Hypotheses, in The Annals of Mathematical Statistics, vol. 16, n. 2, giugno 1945,  pp. 117-186, DOI:10.1214/aoms/1177731118.
- Abraham Wald, Sequential Analysis, New York, John Wiley & Sons, 1947, ISBN 0-471-91806-7.
«See Dover reprint: ISBN 0-486-43912-7»
- Abraham Wald, Statistical Decision Functions, John Wiley & Sons, New York; Chapman and Hall, Londra, 1950,  ix+179.[1]